# Hydora subaenea
Hydora subaenea là một loài bọ cánh cứng trong họ Elmidae. Loài này được Broun miêu tả khoa học năm 1914.